# Slunéčko desetitečné
Slunéčko desetitečné (Adalia decempunctata) je dravý brouk z čeledi slunéčkovitých. Poprvé jej popsal Carl Linné v roce 1758. Ve skutečnosti nemusí mít 10 teček, ale může mít teček až patnáct nebo naopak nemít žádnou.
Najdeme je nejčastěji na žlutých, případně jiných květech, kde se rovněž projevuje jako užitečný dravec. Požírá molice a mery.
Jedná se o běžný palearktický druh vyskytující se v Evropě, severní Africe, na Sibiři a v západní Asii.